# Pseudolimnophila zelanica
Pseudolimnophila zelanica är en tvåvingeart som beskrevs av Alexander 1958. Pseudolimnophila zelanica ingår i släktet Pseudolimnophila och familjen småharkrankar.
Artens utbredningsområde är Sri Lanka. Inga underarter finns listade i Catalogue of Life.